# Creu de terme de la Capelleta
La Creu de terme de la Capelleta és una obra d'Ulldecona (Montsià) inclosa a l'Inventari del Patrimoni Arquitectònic de Catalunya.

## Descripció
Creu de terme situada a la banda oest de la carretera comarcal de Ulldecona-Tortosa, junt a la capella que anuncia l'ermita de la Verge de la Pietat. Està formada per una graonada de maçoneria arrebossada i emblanquinada, amb fust de pedra de perfil vuitavat a sobre, que, a la vegada, sosté una creu superior de pedra. El fust té a la part superior un capitell esculturat, i, tot i que avui resta força esborrada, es pot identificar en dos del seus costats una mena d'escuts a base de registres de rectangles amb un cercle al mig. La creu és recent, però malgrat no estar esculturada el seu perfil vol imitar la forma de les creus gòtiques.